# ITMCO

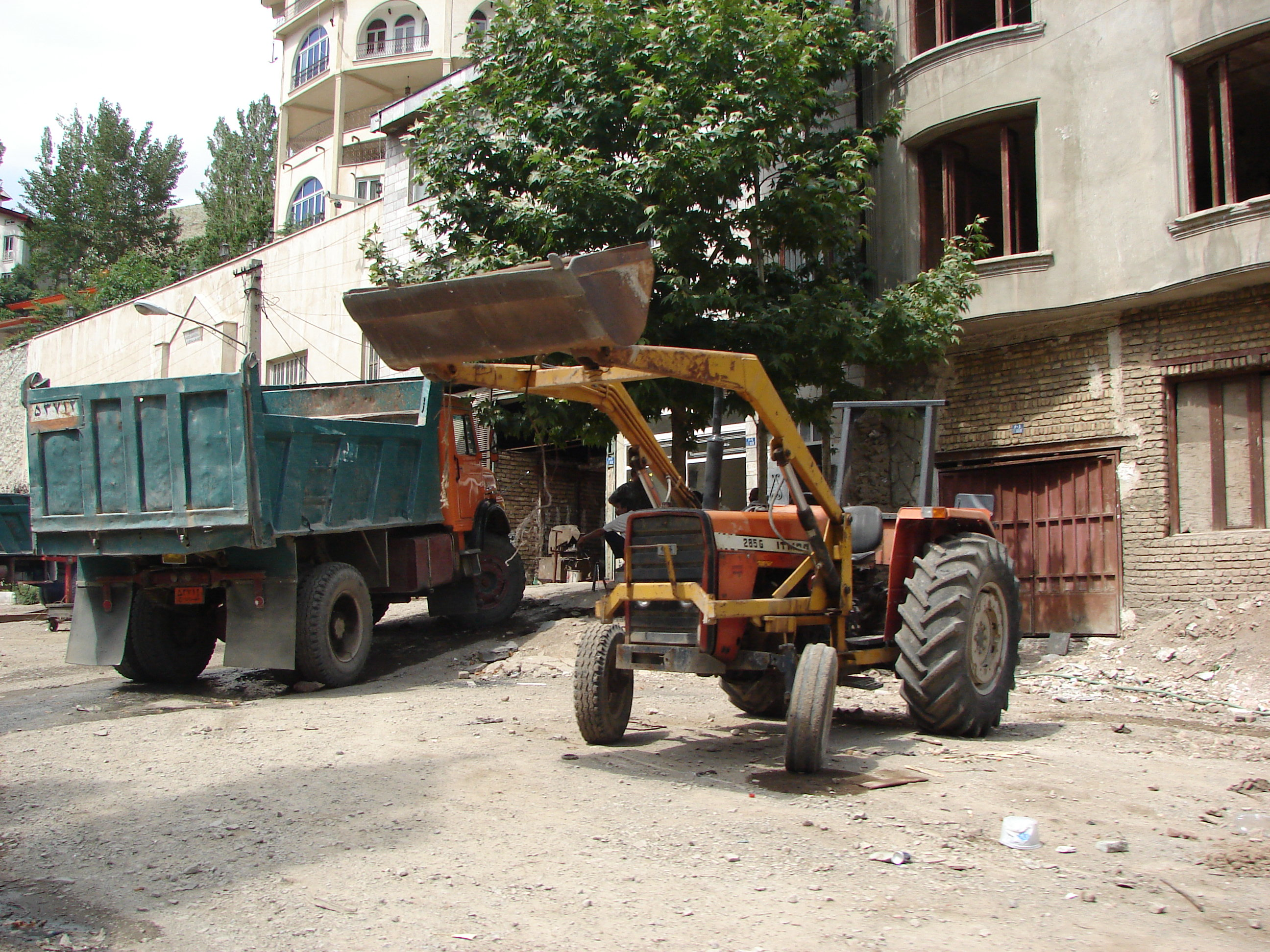
Ciągnik rolniczy ITMCO 285G

ITMCO Iran Tractor Manufacturing Company jest irańskim producentem ciągników rolniczych z siedzibą w Tebrizie.

## Historia
Na podstawie porozumienia, które zawarto w 1966 pomiędzy Iranem i Rumunią w celu produkcji ciągników rolniczych Universal w Iranie, została założona firma w Tabriz w 1968. Pierwszym celem firmy była produkcja 10,000 sztuk ciągników U651 i U650 o mocy 45-65 koni mechanicznych. W 1975 ITMCO zawarło umowę licencyjna z firmą Massey Ferguson w celu produkcji ciągników MF 135, MF165, MF 185 oraz MF295, z liczbą 13000 sztuk na rok. W tym samym roku ITMCO powołało spółkę Motorsazan zajmującą się produkcją silników na licencji firmy Perkins. W 1987 roku firma Motorsazan i odlewania zostały oddzielone od głównej firmy. Od 1992 roku, ITMCO rozpoczął produkcję wysokowydajnego ciągnika MF 399 o mocy 110 KM, z przednimi osiami zarówno napędzanymi i nienapedzanymi. W 2003 roku, Kordestan Tractor Manufacturing Company zostało utworzone w Kordestan, Iran, jako spółka zależna, nazywając swoje traktory KTMCo, ale będące takiej samej numeracji jak ITMCo 285 i 399. Roczny montaż tych ciągników wyniósł 3500 sztukW 2003 ITMCo zakupiło OTMCo z siedzibą w Orumieh, West Azarbaijan Province. Jest producentem ciągników na licencji Goldoni.Pierwsza spółką joint venture zajmującą się montażem ciągników rolniczych powołaną w 2005 roku był VenIran w Wenezueli. następnie TajIran w Tadżykistanie powołany w 2006 roku. UgIran rozpoczął montaż ciągników w 2006 roku w Ugandzie. W 2007 r. rozpoczęła się produkcja w Brazylii z LSG. W Turcji w 2009 firma Baskent, a w 2010 Motira (dawniej zwany ZimIran) w Zimbabwe. W październiku 2010 roku ogłoszono, że ITMCO mogłyby pomóc w tworzeniu zakładu produkcyjnego ciągników rolniczych w Boliwii. Obecnie zdolności produkcyjne fabryki osiągnęły liczbę 30000 ciągników o mocy 30 - 110 KM na rok.

## Rynki eksportowe
ITMCO aktualnie eksportuje 13 typów różnych produktów do 10 krajów.